# Happy New Year (ER)
Happy New Year is de twaalfde aflevering van het eerste seizoen van de televisieserie ER, die voor het eerst werd uitgezonden op 5 januari 1995.

## Verhaal
Dr. Lewis heeft een patiënt met hartklachten onder haar hoede en komt er niet achter wat hij precies mankeert, zij raadpleegt de cardioloog Dr. Kayson met wat te doen. Dr. Kayson kijkt gehaast naar het dossier en vertelt Dr. Lewis hem te ontslaan. Later sterft de patiënt en Dr. Kayson verklaart dan dat Dr. Lewis hem niet de volledige geschiedenis heeft verteld, en daarom houdt hij haar verantwoordelijk voor zijn dood. De zus van Dr. Lewis, Chloe, vertelt aan haar dat zij samen met haar vriend verhuisd naar Texas, dit tegen de zin van Dr. Lewis.
Carter mag eindelijk assisteren in een operatie, maar hij wilde dit zo graag dat nu alles misgaat.
Dr. Benton krijgt een vervelend bericht van zijn zus, zij wil hun moeder laten opnemen in een bejaardentehuis. De moeder woont nu nog bij de zus, maar de moeder wordt seniel en zij kan de zorg niet meer aan. Dr. Benton is het hier absoluut niet mee eens en zegt dit ook tegen zijn zus.

## Rolverdeling

### Hoofdrol
- Anthony Edwards - Dr. Mark Greene
- George Clooney - Dr. Doug Ross
- Sherry Stringfield - Dr. Susan Lewis
- Kathleen Wilhoite - Chloe Lewis
- Eriq La Salle - Dr. Peter Benton
- CCH Pounder - Dr. Angela Hicks
- Malgorzata Gebel - Dr. Bogdana 'Bob' Lewinski
- Sam Anderson - Dr. Jack Kayson
- William H. Macy - Dr. David Morgenstern
- Noah Wyle - John Carter
- Julianna Margulies - verpleegster Carol Hathaway
- Conni Marie Brazelton - verpleegster Connie Oligario
- Lily Mariye - verpleegster Lily Jarvik
- Ellen Crawford - verpleegster Lydia Wright
- Dinah Lenney - verpleegster Shirley
- Glenn Plummer - Timmy Rawlins
- Emily Wagner - ambulanceverpleegkundige Doris Pickman

### Gastrol
- Andrea Parker - Linda Farrell
- Khandi Alexander - Jackie Robbins
- Mike Genovese - politieagent Al Grabarsky
- Keene Curtis - Gilbert McCabe
- Jeanne Mori - Mrs. Bimley
- Anne O'Sullivan - Mrs. Davies
- Kelly Schmidt - Tarita
- Eileen Seeley - Mrs. Maryanski
- Michael Monks - Mr. Vennerbeck
- Adrienne Hampton - Mrs. Vennerbeck

en vele andere